# 파울리뉴 (1988년 7월)
조제 파울루 베제하 마시에우 주니오르(포르투갈어: José Paulo Bezerra Maciel Júnior, 1988년 7월 25일, 브라질 상파울루 ~ )는 파울리뉴(포르투갈어: Paulinho)라는 이름으로 알려져 있는 브라질의 전 축구 선수이다. 과거 포지션은 미드필더로 활약하였다.

## 수상
코린치앙스
- FIFA 클럽 월드컵 : 우승 (2012)
- 코파 리베르타도레스: 2012
- 캄페오나투 브라질레이루 세리이 A: 2011
- 캄페오나투 파울리스타: 2013

광저우 에버그란데
- AFC 챔피언스리그 : 우승 (2015)
- 중국 슈퍼리그 : 2015, 2016
- 중국 FA컵: 2016
- 중국 FA 슈퍼컵: 2016, 2017

바르셀로나
- 라리가 : 우승 (2017-18)
- 코파 델 레이: 2017-18

 브라질
- 수페르클라시코 다스 아메리카스: 2011, 2012
- FIFA 컨페더레이션스컵 : 우승 (2013)
- FIFA 월드컵 : 4위 (2014)

개인
- 세리이 A 올해의 팀: 2011, 2012
- 실버 볼: 2011, 2012
- FIFA 컨페더레이션스컵 : 브론즈볼, 베스트 팀 (이상 2013)
- 중국 슈퍼리그 올해의 팀: 2016
- 2018년 FIFA 월드컵 맨 오브 더 매치 : vs. 세르비아 (조별리그)